# Il mistero di Dante
Il mistero di Dante è un film del 2014 diretto da Louis Nero.
Tra gli interpreti della pellicola, due premi Oscar: F. Murray Abraham e Taylor Hackford.

## Trama
Un film alla scoperta di Dante Alighieri condotto come un'indagine con interviste ad artisti e intellettuali. Al lato documentaristico si affiancano inserti che mostrano passaggi della Divina Commedia vissuti da un alter ego di Dante, che è il regista stesso. Il personaggio principale, interpretato dall'attore statunitense premio Oscar per Amadeus, F. Murray Abraham, è in parte ispirato alla figura di René Guénon, ed in parte alla figura del filosofo arabo Ibn Arabi.
Il film cerca di rileggere i significati nascosti della Divina Commedia in chiave esoterica e massonica.

## Produzione
La pellicola del regista italiano Louis Nero è una coproduzione internazionale che vede come capo fila la produzione indipendente: L'Altrofilm. È stato girato in tre paesi differenti Italia, Francia e Stati Uniti. La parte italiana è stata girata a Torino ed in particolare nei sotterranei del Museo Pietro Micca. Le riprese sono durate quasi due anni.

## Distribuzione
Il film è stato distribuito dalla società di distribuzione L'Altrofilm nelle sale cinematografiche italiane il 14 febbraio 2014.

## Influenza culturale
- Il film cita più volte «I fedeli d'Amore», il gruppo iniziatico del quale si crede che Dante facesse parte. Ne parlano Luigi Valli ne Il linguaggio segreto di Dante e dei Fedeli d'Amore, e René Guénon nel libro pubblicato nel 1928 L'esoterismo di Dante.
- I Rosacroce sono una fonte citata più volte da Gabriele La Porta che si rifà alle ipotesi della studiosa inglese Frances Yates nel libro Shakespeare's Last Plays: A New Approach (1975), trad. di Carla Gabrieli, Gli ultimi drammi di Shakespeare: un nuovo tentativo di approccio, Einaudi, Torino 1979.